# British Blues Awards
I British Blues Awards sono stati dei premi istituiti nel 2010. Nel 2017 sono stati sospesi a causa di problemi tecnici riguardo alle votazioni.

## Premi
Segue una lista dei vincitori in ordine cronologico delle varie categorie.

### Voce maschile
- 2010: Oli Brown
- 2011: Ian Siegal
- 2012: Ian Siegal
- 2013: Ian Siegal
- 2014: Alan Nimmo
- 2015: Alan Nimmo
- 2016: Alan Nimmo

### Voce femminile
- 2010: Joanne Shaw Taylor
- 2011: Joanne Shaw Taylor
- 2012: Chantel McGregor
- 2013: Chantel McGregor
- 2014: Jo Harman
- 2015: Dani Wilde
- 2016: Rebecca Downes

### Gruppo blues
- 2010: Ian Siegal Band
- 2011: Oli Brown Band
- 2012: King King
- 2013: King King
- 2014: King King
- 2015: The Nimmo Brothers
- 2016: The Nimmo Brothers

### Musicista di armonica
- 2010: Paul Jones
- 2011: Paul Jones
- 2012: Paul Jones
- 2013: Paul Lamb
- 2014: Paul Lamb
- 2015: Paul Lamb
- 2016: Mark Feltham

### Chitarrista
- 2010: Matt Schofield
- 2011: Matt Schofield
- 2012: Matt Schofield
- 2013: Chantel McGregor
- 2014: Chantel McGregor
- 2015: Aynsley Lister
- 2016: Laurence Jones

### Musica acustica
- 2012: Ian Siegal
- 2013: Marcus Bonfanti
- 2014: Marcus Bonfanti
- 2015: Ian Siegal
- 2016: Ian Siegal

### Bassista
- 2010: Andy Graham
- 2011: Andy Graham
- 2012: Andy Graham
- 2013: Lindsay Coulson
- 2014: Lindsay Coulson
- 2015: Norman Watt-Ray
- 2016: Lindsay Coulson

### Pianista
- 2010: Jonny Henderson
- 2011: Jonny Henderson
- 2012: Paddy Milner
- 2013: Bennett Holland
- 2014: Steve Watts
- 2015: Paddy Milner
- 2016: Paul Long

### Batterista
- 2010: Simon Dring
- 2011: Wayne Proctor
- 2012: Stephen Cutmore
- 2013: Wayne Proctor
- 2014: Wayne Proctor
- 2015: Dani Wilde
- 2016: Andrew Naumann

### Strumentista
- 2010: Son Henry
- 2011: Son Henry
- 2012: Becky Tate
- 2013: Becky Tate
- 2014: Sarah Skinner
- 2015: Becky Tate
- 2016: Becky Tate

### Giovane artista
- 2010: Oil Brown
- 2011: Chantel McGregor
- 2012: Oil Brown
- 2013: Dan Owens / Lucy Zirins
- 2014: Laurence Jones
- 2015: Laurence Jones
- 2016: Laurence Jones

### Festival blues
- 2010: Blues On The Farm
- 2011: Great British Rhythm And Blues Festival
- 2012: Hebden Bridge Blues Festival
- 2013: Hebden Bridge Blues Festival
- 2014: Hebden Bridge Blues Festival
- 2015: Upton Blues Festival
- 2016: Upton Blues Festival

### Artista internazionale
- 2010: Joe Bonamassa
- 2011: Joe Bonamassa
- 2012: Joe Bonamassa
- 2013: Walter Trout
- 2014: Walter Trout
- 2015: Walter Trout
- 2016: Buddy Guy

### Premio alla carriera
- 2010: Colin Staples
- 2011: Paul Jones
- 2012: Paul Oliver
- 2013: Mike Vernon / Barry Middleton
- 2014: Philip Guy Davis / Bill & Joyce Harrison
- 2015: Paul Dean New Crawdaddy Club
- 2016: Pete Feenstra

### Album blues
- 2010: Matt Schofield – Heads, Tails & Aces
- 2011: Oli Brown – Heads I Win Tails You Lose
- 2012: King King – Take My Hand
- 2013: Ian Siegal e i Mississippi Mudbloods – Candy Store Kid
- 2014: King King – Standing in the Shadows
- 2015: Wilko Johnson e Roger Daltrey – Wilko Johnson and Roger Daltrey
- 2016: King King – Reaching For The Light

### Cantautore dell'anno
- 2011: Joanne Shaw Taylor – Same As It Never Was
- 2012: Marcus Bonfanti – The Bittersweet
- 2013: Ian Siegal – I Am The Train
- 2014: Aynsley Lister
- 2015: Katie Bradley e Dudley Ross
- 2016: King King

### Canzone
- 2014: Aynsley Lister – Home
- 2015: Joanne Shaw Taylor – Mud Honey
- 2016: King King – Rush Hour

### Blues great
- 2015: John Mayall e Chris Barber
- 2016: Papa George and The Hoax